# Сејлем (Небраска)
Сејлем (енгл. Salem) град је у америчкој савезној држави Небраска.

## Демографија
По попису из 2010. године број становника је 112, што је 26 (-18,8%) становника мање него 2000. године.
| Група             | 2000.       | 2010.       |
| Белци             | 132 (95,7%) | 111 (99,1%) |
| Афроамериканци    | 1 (0,7%)    | 0 (0,0%)    |
| Азијати           | 0 (0,0%)    | 0 (0,0%)    |
| Хиспаноамериканци | 2 (1,4%)    | 0 (0,0%)    |
| Укупно            | 138         | 112         |